# Crataegus chlorosarca
Crataegus chlorosarca là loài thực vật có hoa trong họ Hoa hồng. Loài này được Maxim. mô tả khoa học đầu tiên năm 1879.

## Hình ảnh

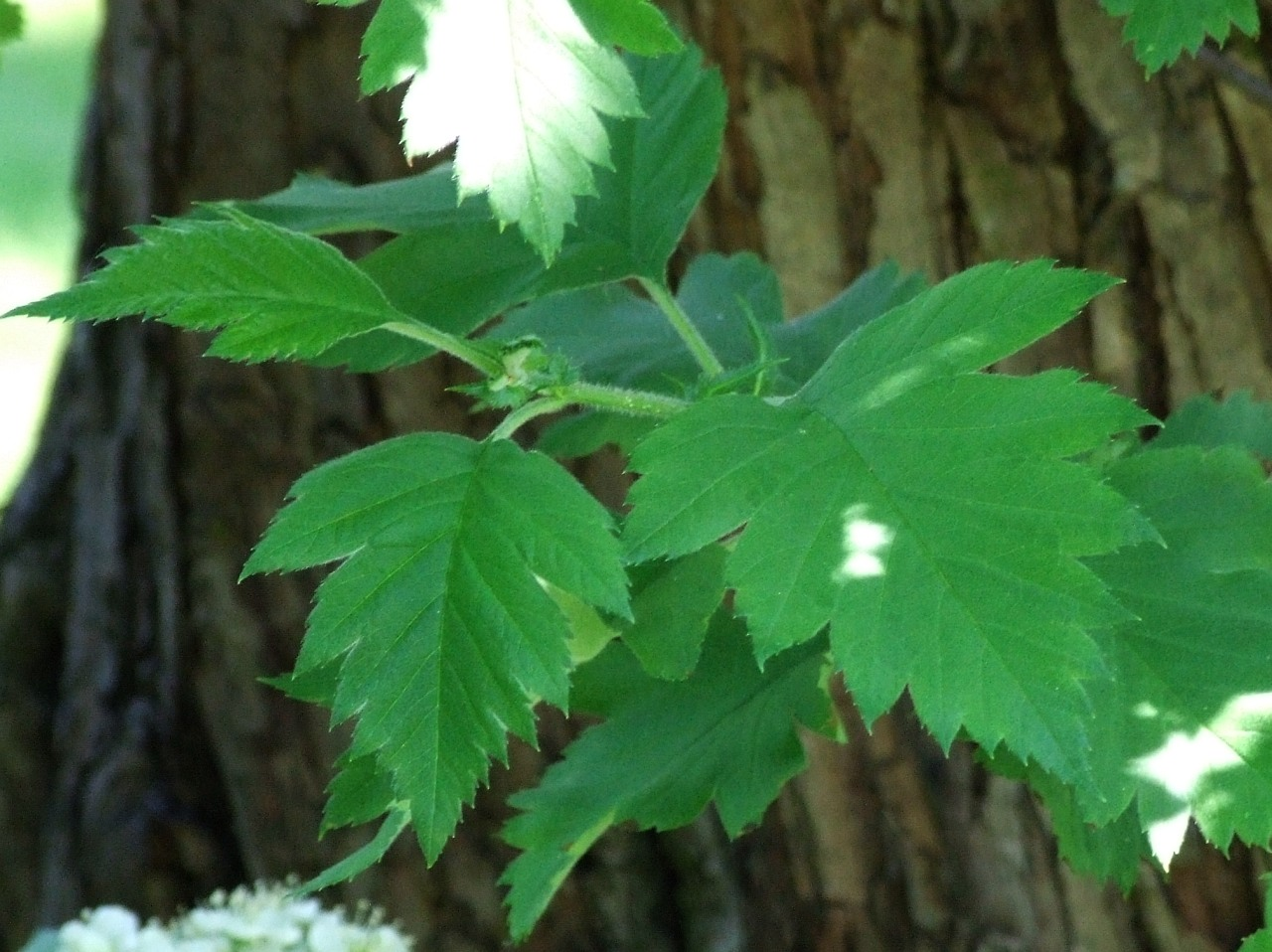
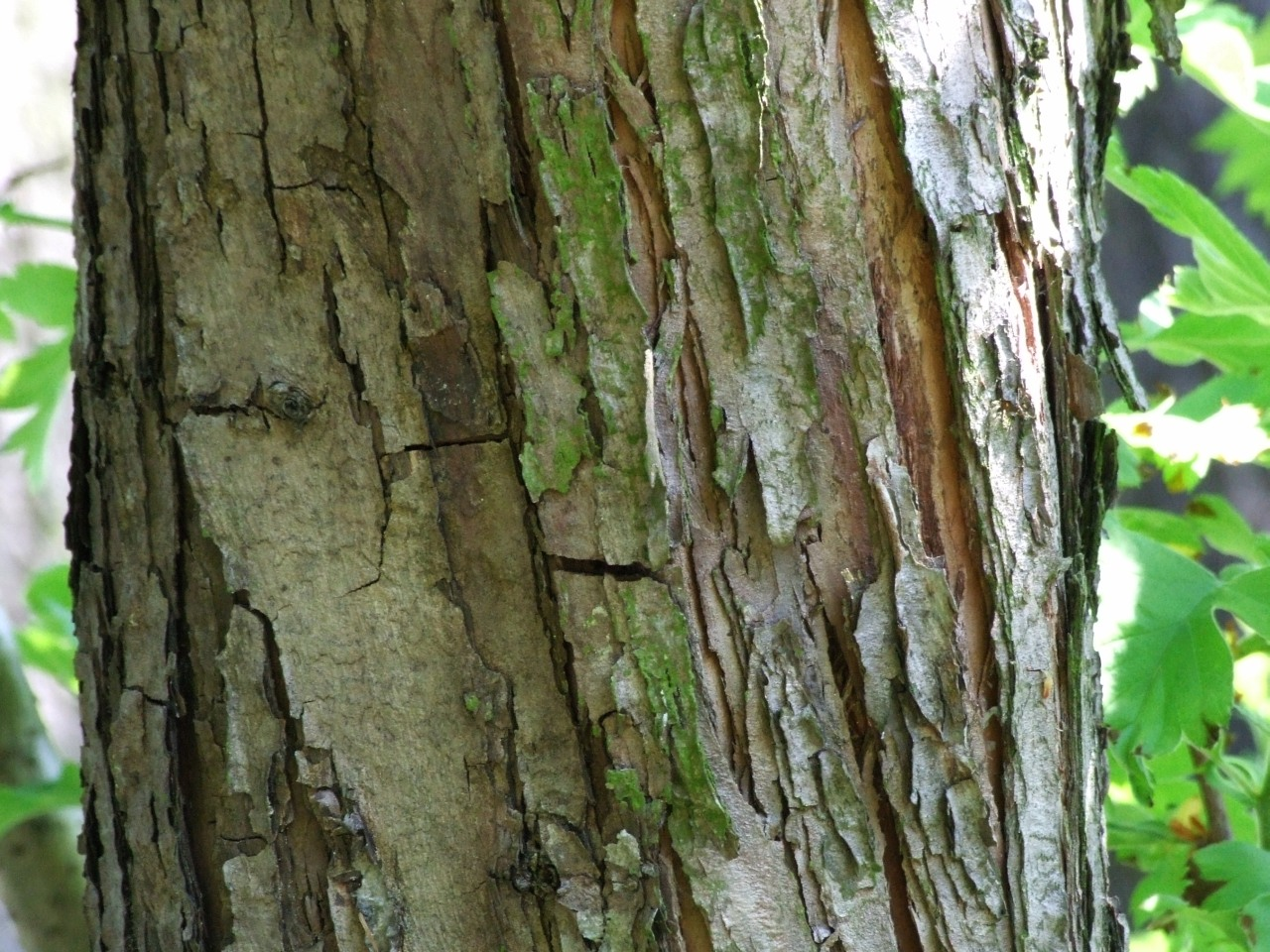